# فرودگاه یلونایف واتر
فرودگاه یلونایف واتر (به انگلیسی: Yellowknife Water Aerodrome) (موقعیت‌یاب تی‌سی: CEN9) یک فرودگاه خصوصی با باند فرود آب است. این فرودگاه در شهر یلونایف در شرق دریاچه گریت اسلیو در قلمروهای شمال غرب کشور کانادا و در ارتفاع ۱۵۷ متری از سطح دریا واقع شده است.

## زمان استفاده
این فرودگاه تنها از میانه ماه ژوئن تا اکتبر استفاده می‌شود اما ممکن است در زمستان برای اسکی نیز مورد استفاده قرار گیرد.